# 쿰브 멜라

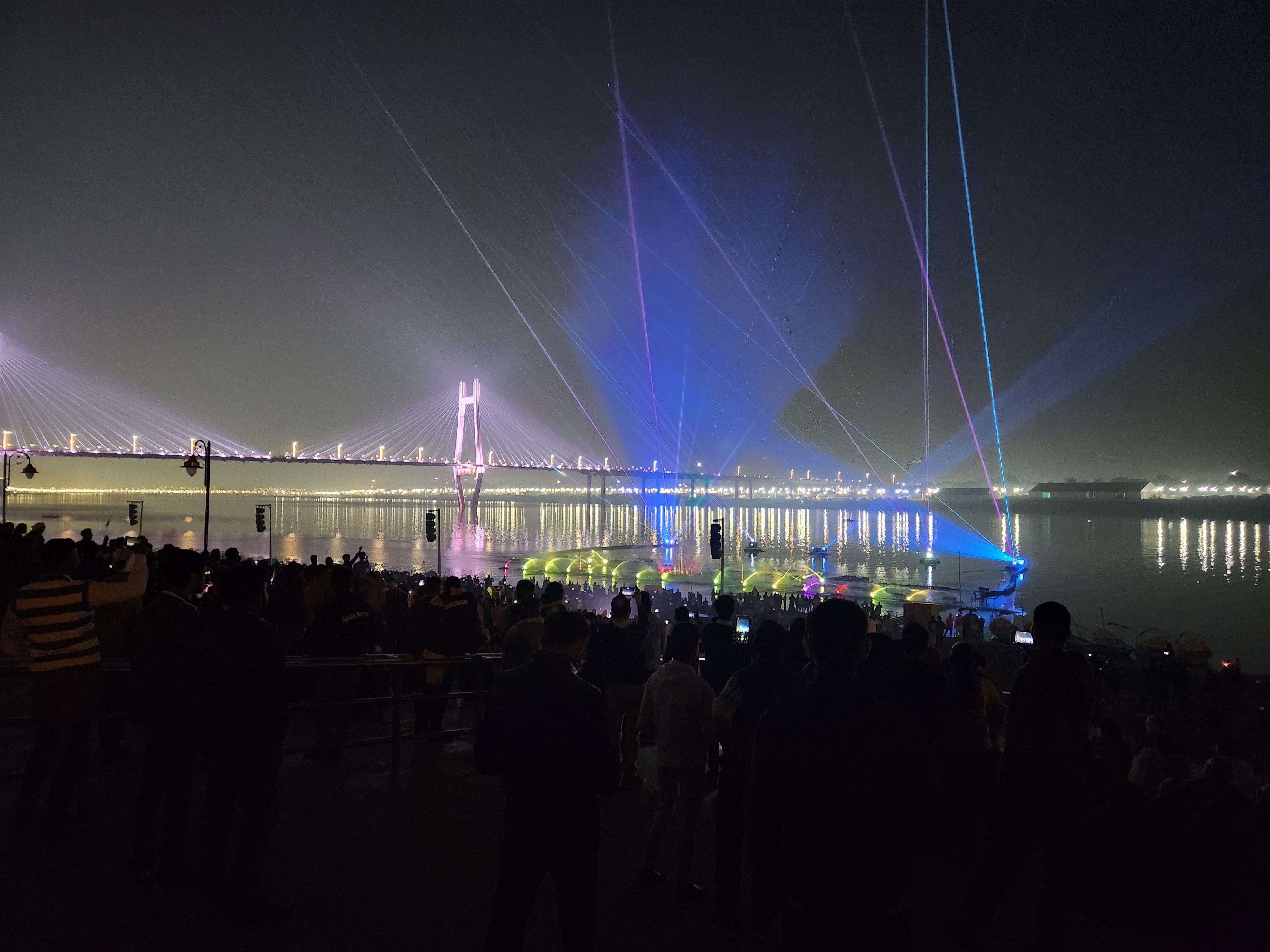
2025년 모습

쿰브 멜라(Kumbh Mela, 산스크리트어: Kumbha Mēlā [kʊˈmbʱᵊ melaː] 발음, 문자 그대로 '신성한 투수의 축제')는 약 6년, 12년, 144년마다 거행되는 중요한 힌두교 순례로, 목성의 부분적 또는 완전한 공전과 관련이 있으며 세계에서 가장 큰 인간 모임을 나타낸다.
전통적으로 4대 순례지의 강변 시장은 쿰브 멜라(Kumbh Melas)로 알려져 있다. 이들 시장은 프라야그라즈(Prayagraj, 갠지스-야무나-사라스바티 강 합류 지점), 하리드와르(Haridwar, 갠지스 강), 나식트림박(Nashik-Trimbak, 고다바리), 우자인(Ujjain, 십라)이다. 700년의 휴식 후인 2022년에 반스베리아(Bansberia, 후글리)가 다시 순례를 주최했다고 주장했다.
인도의 많은 지역에서 비슷하지만 규모가 작은 지역 순례 및 목욕 축제를 마가 멜라, 마카르 멜라 또는 이와 동등한 축제라고 한다. 예를 들어, 타밀나두에서 물에 담그는 의식이 있는 마가 멜라는 고대의 축제이다. 이 축제는 12년마다 쿰바코남의 마하마함 탱크(카베리강 근처)에서 열리고 수백만 명의 남인도 힌두교도를 끌어모으며 타밀 쿰브 멜라로 불린다. 마가 멜라 또는 마카르멜라 목욕 순례 및 박람회가 쿰바 멜라라고 불리는 다른 장소로는 쿠룩셰트라, 소니파트, 파나우티(네팔)가 있다.
이 축제는 물에 몸을 담그는 의식으로 표시되지만 수많은 박람회, 교육, 성인의 종교적 담론, 승려들의 대규모 모임, 오락이 있는 지역 사회 상거래를 기념하는 행사이기도 한다. 이 강에서 목욕하는 것은 과거의 실수에 대한 프레이아치타(prāyaścitta, 즉 속죄, 참회, 회복 행동)의 수단이며, 죄를 씻어준다고 믿는 사람들이 있다.
최초의 쿰브 멜라 행사는 1870년 영국의 감독 하에 조직되었다. 이 축제는 전통적으로 8세기 힌두교 철학자이자 성인인 아디 샹카라의 공로로 여겨지며, 인도 아대륙 전역의 힌두 사원과 함께 철학적 토론과 논쟁을 위한 주요 힌두 모임을 시작하려는 그의 노력의 일환이다. 그러나 19세기 이전에는 "쿰브 멜라"라고 불리는 이러한 대규모 순례에 대한 역사적 문헌적 증거가 없다. 힌두교에서 매년 열리는 마가 멜라(Magha Mela)에 대한 역사적 사본과 비문에는 6년 또는 12년 후에 주기적으로 대규모 모임이 열렸으며, 순례자들이 대규모로 모였고 의식 중 하나에 강이나 성스러운 탱크에서 신성한 수영이 포함되었다. 카마 맥린에 따르면, 식민지 시대의 사회 정치적 발전과 동양주의에 대한 반응으로 인해 고대 마가 멜라가 현대 쿰브 멜라로 재브랜딩되고 재동원되었으며, 특히 1857년 인도 반란 이후 그렇게 되었다.
축제가 거행되는 주는 각 장소에서 대략 12년마다 한 번씩 순환한다. 이는 힌두 태음태양력과 목성, 태양, 달의 상대적 점성학적 위치를 기준으로 한다. 프라야그와 하리드와르 축제의 차이는 약 6년이며, 둘 다 마하(주)와 아르다(반) 쿰브 멜라를 특징으로 한다. 특히 우자인과 나식의 쿰브 멜라의 정확한 연도는 20세기에 논란의 대상이 되었다. 나식과 우자인 축제는 같은 해 또는 1년 간격으로 거행되었으며, 일반적으로 프라야그라지 쿰브 멜라 이후 약 3년 후에 거행되었다.
쿰브 멜라에는 순례자 대부분이 참여하는 3개의 날짜가 있으며, 축제 자체는 이 날짜를 중심으로 1~3개월 동안 지속된다. 각 축제는 수백만 명의 사람을 끌어모으는데, 가장 많은 사람이 모이는 곳은 프라야그 쿰브 멜라이고 두 번째로 많은 사람이 모이는 곳은 하리드와르이다. 브리태니커 백과사전과 인도 당국에 따르면, 2019년에 2억 명이 넘는 힌두교도가 쿰바 멜라에 모였으며, 이 중 5천만 명이 축제의 가장 붐비는 날에 모였다. 이 축제는 세계에서 가장 큰 평화로운 모임 중 하나이며, "세계에서 가장 큰 종교 순례자 모임"으로 간주된다. 이 축제는 유네스코의 인류 무형 문화 유산 대표 목록에 등재되었다. 이 축제는 여러 날에 걸쳐 거행되며, 아마바샤의 날이 하루에 가장 많은 사람이 모이다. 공식 통계에 따르면, 쿰브 멜라에 하루 동안 참석한 사람이 가장 많았던 때는 2013년 2월 10일로 3,000만 명이었고, 2019년 2월 4일에는 5,000만 명이 참석했다.